# ليتيسيا لونغ
ليتيسيا لونغ (بالإنجليزية: Letitia Long)‏ هي موظفة مدنية أمريكية، ولدت في 1959 في أنابولس في الولايات المتحدة.